# Årets ärkeängel
Årets ärkeängel är ett pris som delas ut varje år till en spelare i IFK Göteborg av Supporterklubben Änglarna. Priset röstas fram av Supporterklubbens medlemmar och delas ut till en spelare i dagens trupp som anses visa särskilt stor lojalitet mot IFK Göteborg. 2024 var Leia Molund den första spelare från damlaget som tillägnades priset. Priset kan bara erövras en gång per person och vinnaren röstas fram under vintern för att sedan presenteras på Supporterklubbens årsmöte i februari.

## Vinnare av priset
- 1973 – Reine Feldt
- 1974 – Janne Nordström
- 1975 – Conny Karlsson
- 1976 – Reine Olausson
- 1977 – Björn Nordqvist
- 1978 – Reine Almqvist
- 1979 – Torbjörn Nilsson
- 1980 – Tord Holmgren
- 1981 – Glenn Hysén
- 1982 – Ruben Svensson
- 1983 – Jerry Carlsson
- 1984 – Stig Fredriksson
- 1985 – Thomas Wernersson
- 1986 – Tommy Holmgren
- 1987 – Stefan Pettersson
- 1988 – Roland Nilsson
- 1989 – Magnus "Lill-Tidan" Johansson
- 1990 – Ola Svensson
- 1991 – Thomas Ravelli
- 1992 – Johnny Ekström
- 1993 – Peter Eriksson
- 1994 – Mikael Nilsson
- 1995 – Jonas Olsson
- 1996 – Stefan Lindqvist
- 1997 – Magnus Erlingmark
- 1998 – Mikael Martinsson
- 1999 – Håkan Mild
- 2000 – Stefan Landberg
- 2001 – Bengt Andersson
- 2002 – Tomas Rosenkvist
- 2003 – Mikael Antonsson
- 2004 – Niclas Alexandersson
- 2005 – Magnus "Ölme" Johansson
- 2006 – Dennis Jonsson
- 2007 – Hjálmar Jónsson
- 2008 – Stefan Selakovic
- 2009 – Tobias Hysén
- 2010 – Ragnar Sigurdsson
- 2011 – Thomas Olsson
- 2012 – Jakob Johansson
- 2013 – Hannes Stiller
- 2014 – Emil Salomonsson
- 2015 – John Alvbåge
- 2016 – Martin Smedberg Dalence
- 2017 – Sebastian Eriksson
- 2018 – Robin Söder
- 2019 – Lasse Vibe
- 2020 – Mattias Bjärsmyr
- 2021 – Tobias Sana
- 2022 – Marcus Berg
- 2023 – Gustav Svensson
- 2024 – Leia Molund